# Pawieł Sołowjow
Pawieł Aleksandrowicz Sołowjow (ros. Павел Александрович Соловьёв, ur. 14 czerwca?/27 czerwca 1917 we wsi Alekino w guberni kostromskiej, zm. 13 października 1996 w Permie) – radziecki konstruktor silników lotniczych.

## Życiorys
Pomagał rodzicom w pracy na roli, w 1934 skończył 9 klas szkoły w Kineszmie, a w 1940 Instytut Lotniczy im. Ordżonikidze w Rybińsku, później pracował w doświadczalnym biurze konstruktorskim w Permie kierowanym przez Arkadija Szwiecowa. W 1942 został szefem brygady konstruktorskiej, a w 1944 kierowniczym konstruktorem, podczas wojny z Niemcami pracował m.in. przy budowie silnika M-82 (ASZ-82) dla samolotów Ła-5 i Ła-7 i bombowca Tu-2, później brał udział w modyfikowaniu tego silnika. w latach 1943–1991 należał do WKP(b) i KPZR. Uczestniczył w opracowaniu silnika ASZ-73TK dla bombowca Tu-4 i silnika ASZ-82M dla helikoptera Mi-4, w 1948 został I zastępcą generalnego konstruktora, po śmierci Szwiecowa został szefem biura konstruktorskiego, a w 1953 głównym konstruktorem biura konstruktorskiego. W 1959 kierował pracami nad silnikiem D-20P dla samolotu Tu-124, w 1960 silnika D-25W dla helikoptera Mi-6, później modyfikacji tego silnika dla helikopterów Mi-10 i Mi-12 oraz opracowaniem silnika D-30 dla samolotu Tu-134 i jego modyfikacji dla samolotów Ił-62M, Tu-154M i Ił-76. W 1960 otrzymał tytuł profesora, a w 1967 doktora nauk technicznych. W 1981 został członkiem korespondentem Akademii Nauk ZSRR, od kwietnia 1981 do 1988 był dyrektorem generalnym zakładów „Awiadwigatiel” w Permie, następnie przeszedł na emeryturę. W latach 1970–1989 był deputowanym do Rady Najwyższej ZSRR od 8 do 11 kadencji. W 1987 otrzymał honorowe obywatelstwo Permu.

## Odznaczenia i nagrody
- Medal Sierp i Młot Bohatera Pracy Socjalistycznej (22 lipca 1966)
- Order Lenina (czterokrotnie: 12 lipca 1957, 22 lipca 1966, 23 grudnia 1976 i 2 lutego 1982)
- Order Rewolucji Październikowej (26 kwietnia 1971)
- Order Czerwonego Sztandaru Pracy (6 grudnia 1949)
- Order Czerwonej Gwiazdy (2 lipca 1945)
- Nagroda Leninowska (1978)
- Nagroda Państwowa ZSRR (1968)
- Medal „Za pracowniczą dzielność” (21 czerwca 1943)

I inne medale.